# Eduardo de la Barra Tobar
Eduardo Federico de la Barra Tobar (Chile, 9 de noviembre de 1953-Concepción, 23 de enero de 2025) fue un futbolista y entrenador chileno.

## Trayectoria

### Como jugador
Jugaba como defensa, y se desempeñó en varios equipos del sur de Chile. En la Primera División defendió las camisetas de Green Cross-Temuco, Deportes Concepción, Naval y Fernández Vial.Además, tuvo un paso en el futbol brasileño, defendiendo los colores de Avaí en 1976.
Símbolo de Deportes Concepción,también defendió la camiseta del conjunto lila en la Segunda División de 1984, logrando el ascenso a la primera división tras consagrarse como subcampeón de la división.

### Como entrenador
Principalmente dirigió a varios equipos del sur de Chile en la categoría de oro del fútbol chileno. Dirigió en tres ocasiones a Deportes Concepción, Naval (donde además fue asistente de Luis Ibarra en 1990, para luego reemplazarlo en el banco en lo que sería la última participación del conjunto navalino en Primera División) y además dirigió en dos ocasiones a Everton. En la Primera B, dirigió a Ñublense en 1994, mientras que en Tercera División A comandó técnicamente a Fernández Vial en el año 2010. Mientras que en Tercera División dirigió en dos ocasiones al nuevo Naval (en 1991 como Los Náuticos y 1993 como Deportes Talcahuano).
Además, trabajó en las divisiones inferiores de Universidad de Concepción entre 1996 y 2017,para luego asumir la dirección técnica de la rama femenina del campanil entre 2017 y 2021.

## Clubes

### Como jugador
| Club                | País   | Año       |
| ------------------- | ------ | --------- |
| Ñublense            | Chile  | 1972      |
| Green Cross-Temuco  | Chile  | 1973-1975 |
| Avaí                | Brasil | 1976      |
| Deportes Concepción | Chile  | 1977-1980 |
| Naval               | Chile  | 1981-1982 |
| Fernández Vial      | Chile  | 1983      |
| Deportes Concepción | Chile  | 1984-1985 |

### Como entrenador
| Club                                 | País  | Año       |
| ------------------------------------ | ----- | --------- |
| Deportes Concepción                  | Chile | 1987      |
| Deportes Concepción                  | Chile | 1988      |
| Naval                                | Chile | 1989      |
| Naval                                | Chile | 1990      |
| Los Náuticos                         | Chile | 1991      |
| Deportes Concepción                  | Chile | 1991      |
| Everton                              | Chile | 1992      |
| Deportes Talcahuano                  | Chile | 1993      |
| Ñublense                             | Chile | 1994      |
| Everton                              | Chile | 1995      |
| Fernández Vial                       | Chile | 2010      |
| Universidad de Concepción (femenino) | Chile | 2017-2021 |